# Copa do Mundo de Rugby Sevens de 2009
A IRB anunciou o país que sediará a Copa do Mundo de Rugby Sevens, Emirados Árabes Unidos, entre os dias 5 a 7 de março em Dubai e tendo as categorias masculino e feminino.

## Primeira fase

### Grupo A
| Team          | Pld | W | D | L | PF  | PA | +/- | Pts |
| ------------- | --- | - | - | - | --- | -- | --- | --- |
| Nova Zelândia | 3   | 3 | 0 | 0 | 107 | 12 | 95  | 9   |
| Tonga         | 3   | 2 | 0 | 1 | 57  | 34 | 23  | 7   |
| Itália        | 3   | 1 | 0 | 2 | 29  | 90 | -61 | 5   |
| Golfo Arábico | 3   | 0 | 0 | 3 | 22  | 79 | -57 | 3   |

### Grupo B
| Team           | Pld | W | D | L | PF | PA | +/- | Pts |
| -------------- | --- | - | - | - | -- | -- | --- | --- |
| Fiji           | 3   | 3 | 0 | 0 | 90 | 27 | 63  | 9   |
| França         | 3   | 2 | 0 | 1 | 64 | 55 | 9   | 7   |
| Estados Unidos | 3   | 1 | 0 | 2 | 62 | 57 | 5   | 5   |
| Geórgia        | 3   | 0 | 0 | 3 | 15 | 92 | -77 | 3   |

### Grupo C
| Team          | Pld | W | D | L | PF | PA | +/- | Pts |
| ------------- | --- | - | - | - | -- | -- | --- | --- |
| África do Sul | 3   | 3 | 0 | 0 | 60 | 26 | 34  | 9   |
| Canadá        | 3   | 2 | 0 | 1 | 62 | 41 | 21  | 7   |
| Escócia       | 3   | 1 | 0 | 2 | 59 | 62 | -3  | 5   |
| Japão         | 3   | 0 | 0 | 3 | 27 | 79 | -52 | 3   |

### Grupo D
| Team      | Pld | W | D | L | PF | PA | +/- | Pts |
| --------- | --- | - | - | - | -- | -- | --- | --- |
| Samoa     | 3   | 3 | 0 | 0 | 74 | 12 | 62  | 9   |
| Austrália | 3   | 1 | 0 | 2 | 45 | 55 | -10 | 5   |
| Portugal  | 3   | 1 | 0 | 2 | 36 | 49 | -13 | 5   |
| Irlanda   | 3   | 1 | 0 | 2 | 34 | 73 | -39 | 5   |

### Grupo E
| Team       | Pld | W | D | L | PF | PA  | +/- | Pts |
| ---------- | --- | - | - | - | -- | --- | --- | --- |
| Inglaterra | 3   | 3 | 0 | 0 | 94 | 36  | 58  | 9   |
| Quénia     | 3   | 2 | 0 | 1 | 79 | 40  | 39  | 7   |
| Tunísia    | 3   | 1 | 0 | 2 | 48 | 69  | -21 | 5   |
| Hong Kong  | 3   | 0 | 0 | 3 | 26 | 102 | -76 | 3   |

### Grupo F
| Team          | Pld | W | D | L | PF | PA | +/- | Pts |
| ------------- | --- | - | - | - | -- | -- | --- | --- |
| Argentina     | 3   | 3 | 0 | 0 | 73 | 12 | 61  | 9   |
| País de Gales | 3   | 2 | 0 | 1 | 58 | 19 | 39  | 7   |
| Zimbábue      | 3   | 1 | 0 | 2 | 38 | 95 | -57 | 5   |
| Uruguai       | 3   | 0 | 0 | 3 | 31 | 74 | -43 | 3   |